# منير أبو كشك
منير أبو كشك ( 1975 - ) هو ملاكم هاوٍ من فلسطين. فاز بالميدالية البرونزية في الوزن الثقيل في دورة الألعاب الآسيوية 2002. وبذلك أصبح أول فلسطين (توضيح) يحصل على ميدالية في تلك الألعاب.